# Тероризам у Србији

Овај чланак укључује информације о акцијама описаним као терористички акти у Савезној Републици Југославији (1992-2003), Србији и Црној Гори (2003-2006) и Републици Србији (2006 па надаље). У периоду после 1991. године дошло је до пораста тероризма повезаног са косовским сепаратизмом. Формирањем Савезне Републике Југославије 1992. године Косово је задржало статус аутономне покрајине Републике Србије. Почевши од 1990-их,  америчке, британске и немачке  тајне службе су касније почеле да наоружавају и обучавају оперативце ОВК од 1996. надаље. ОВК је извела 31 напад 1996. године, 55 у 1997. и 66 у јануару и фебруару 1998. године.  Укупан број напада 1998. достигао је 1470. ОВК је окончала своје војне активности у складу са Резолуцијом 1244 Савета безбедности, али су бивши припадници ОВК наставили са терористичким нападима на српске и неалбанске грађане.

## Савезна Југославија

### Албански сепаратистички тероризам
Са резултирајућом анархијом грађанског рата у Албанији 1997. године, ОВК је порастао у броју чланова и броју наоружања којим су располагали. Од 1998. године напади на српске снаге безбедности значајно су се повећали, а ОВК је такође покушала да „очисти“ Косово од свог етничког српског становништва.   